# Franklin Gothic
Franklin Gothic ist eine Serifenlose Linear-Antiqua. Sie wurde 1904 vom amerikanischen Ingenieur und Schriftgestalter Morris Fuller Benton für die American Type Founders (ATF), ursprünglich nur als halbfette Schrift entworfen. In den Folgejahren wurden von ITC (International Typeface Corporation) weitere Schriftschnitte hinzugefügt.
Mit ihren hohen Mittellängen (x-Höhe) und ihren offeneren Binnenformen gehört die Franklin Gothic zur Gruppe der „amerikanischen“ Groteskschriften.
Die Herkunft des Namens ist nicht geklärt. Laut Gerüchten geht Franklin auf den US-amerikanischen Staatsmann und Erfinder Benjamin Franklin zurück, der als 22-Jähriger als Erster seiner Branche für seine Druckerei Bleilettern hergestellt hat. Als Gothic bezeichnet man in den USA serifenlose Schriften im Allgemeinen.
Die Franklin Gothic wird bis in die heutige Zeit gerne in der Werbung benutzt. So gehört beispielsweise die Condensed-Variante seit Jahrzehnten zum Corporate Design des ADAC und wird dort u. a. für das Vereinslogo und den Vereinsnamen verwendet (siehe Bild).

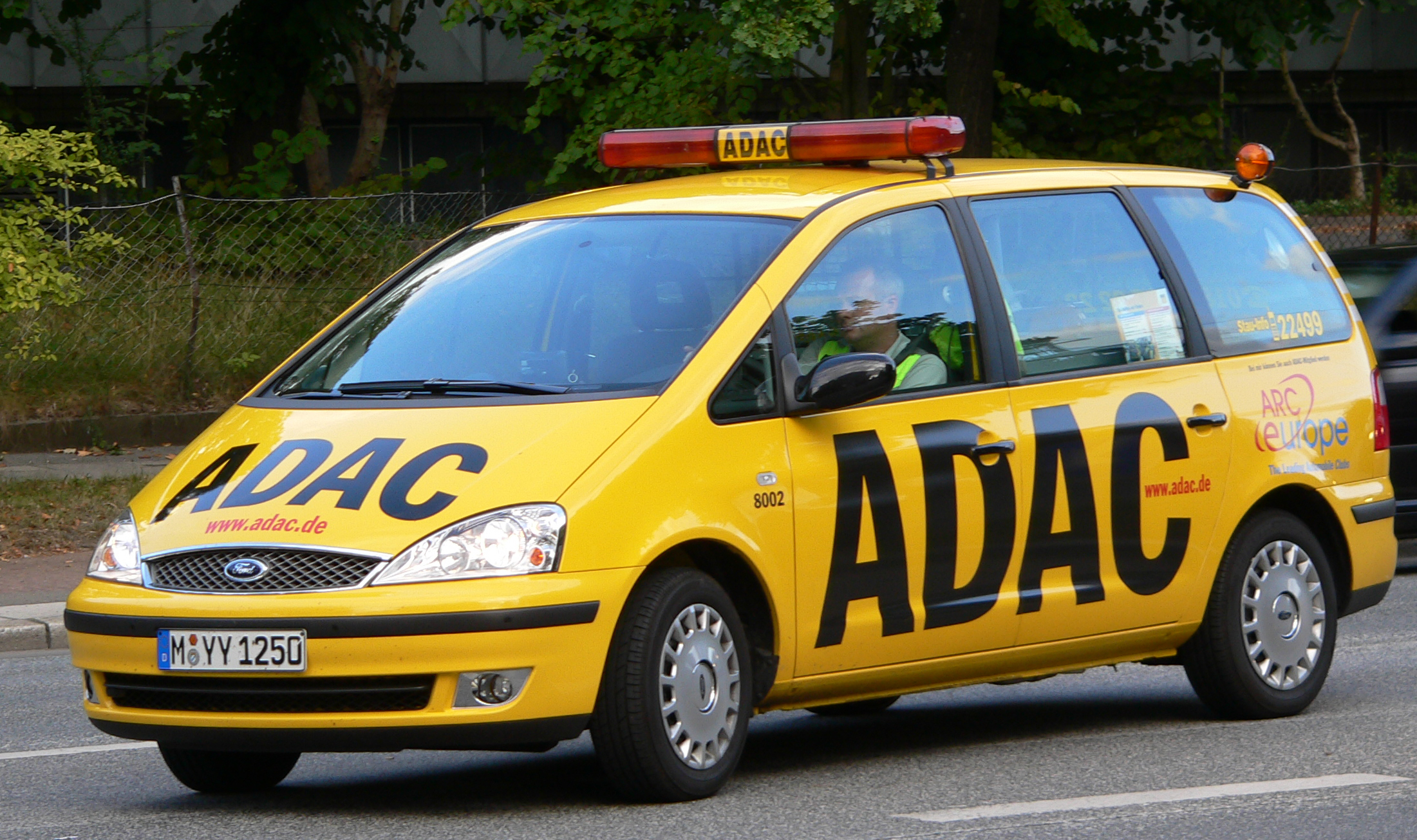
ADAC-Straßenwachtfahrzeug mit Schriftzug in Franklin Gothic Condensed